# Estadio M. A. Aziz
El Estadio M. A. Aziz (en bengalí: এম এ আজিজ স্টেডিয়াম; también conocido como Estadio Chittagong) es un estadio multiuso ubicado en la ciudad de Chittagong, Bangladés utilizado principalmente para el críquet y el Fútbol, siendo utilizado en algunas ocasiones por la selección nacional de fútbol. Su capacidad es de 30 000 espectadores. El estadio fue utilizado, como cuartel general durante la independencia en 1971. También es utilizado para los partidos de Críquet en lugar del viejo Zohur Ahmed Chowdhury Stadium. Es la sede del Chittagong Abahani en la Bangladesh Premier League. Desde 2015 el estadio es la sede del Sheikh Kamal International Club Cup, un torneo internacional de fútbol organizado por el Chittagong Abahani.